# Gesetz zur Einführung des Rechts auf Eheschließung für Personen gleichen Geschlechts

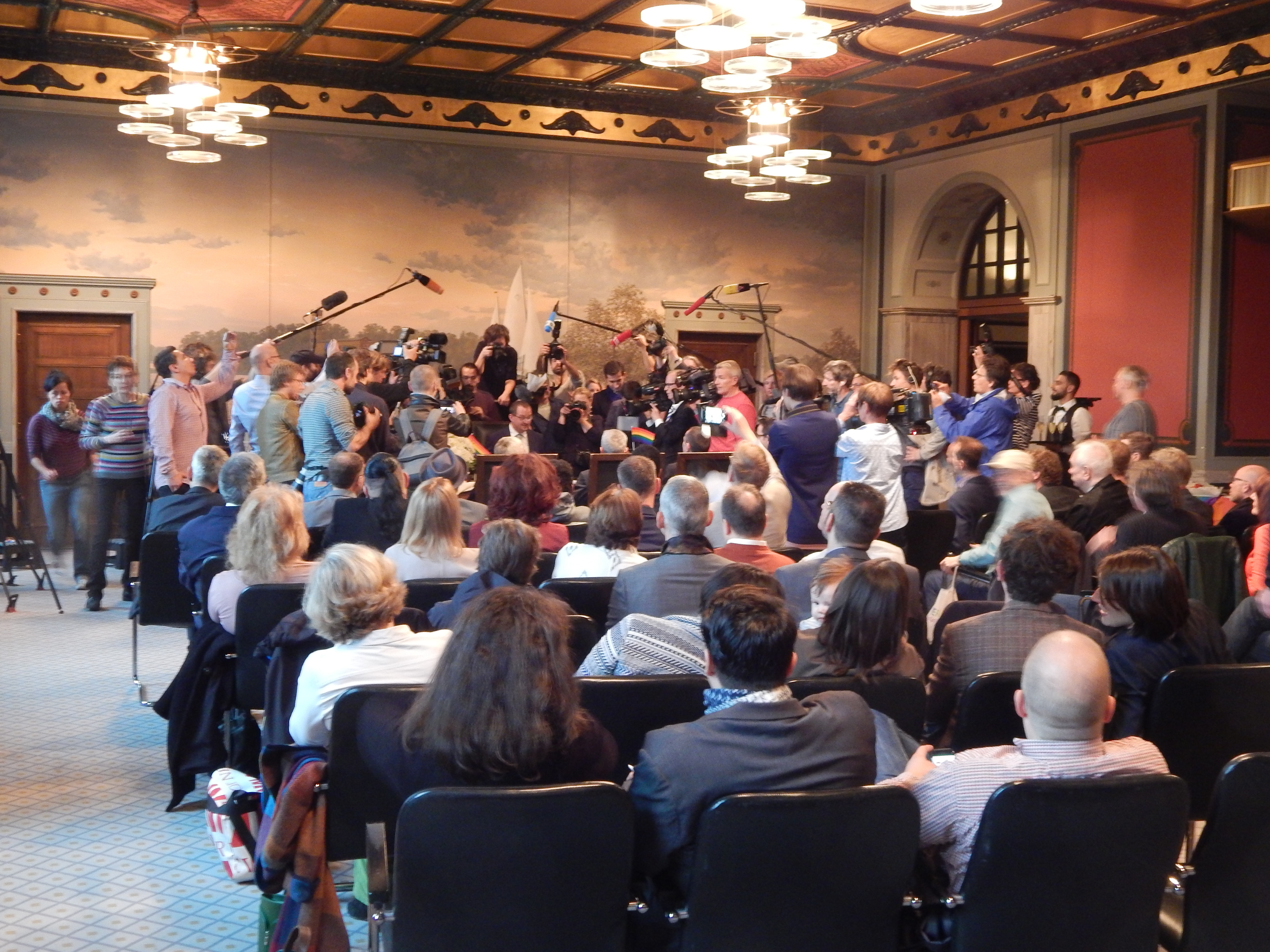
Erste gleichgeschlechtliche Eheschließung, 1. Oktober 2017, Goldener Saal, Rathaus Schöneberg, Berlin

Das deutsche Gesetz zur Einführung des Rechts auf Eheschließung für Personen gleichen Geschlechts ermöglicht seit dem 1. Oktober 2017 Personen gleichen Geschlechts, eine zivilrechtliche Ehe einzugehen.
Zuvor war dies Personen mit verschiedenem Geschlecht vorbehalten. Personen gleichen Geschlechts konnten eine eingetragene Lebenspartnerschaft nach dem Lebenspartnerschaftsgesetz (LPartG) eingehen.
Das Gesetz änderte § 1353 Absatz 1 Satz 1 des Bürgerlichen Gesetzbuchs (BGB). Dieser hatte bis zum 1. Oktober 2017 folgenden Wortlaut:
Seit dem 1. Oktober 2017 lautet die Vorschrift:
Laut der Gesetzesbegründung handelt es sich bei der Gesetzesänderung lediglich um eine „Klarstellung“ des Begriffs der Ehe. Dieser Klarstellung sei ein „grundlegender Wandel des traditionellen Eheverständnisses“ innerhalb der Gesellschaft vorausgegangen, dem der Gesetzgeber durch die Änderung Rechnung tragen wollte.
Personen, deren Geschlechtseintrag offengelassen bzw. als divers eingetragen wurde (n. § 22 III PStG) oder welche intersexuell sind, sind nicht explizit von der neuen Vorschrift erfasst, sondern erst durch eine Analogie. Aus dieser folgt, dass zwei Personen unabhängig vom Geschlecht eine Ehe eingehen können.
Eine Ehe von Personen gleichen Geschlechts wird als gleichgeschlechtliche Ehe bezeichnet.
Gem. § 20a LPartG kann eine bestehende Lebenspartnerschaft durch Erklärung vor dem Standesbeamten in eine Ehe umgewandelt werden. Neue Lebenspartnerschaften können seit Inkrafttreten des Eheöffnungsgesetzes nicht mehr begründet werden. Es gibt nur noch die „Ehe für alle“.